# (415029) 2011 UL21
(415029) 2011 UL21 – planetoida o średnicy ok. 2,6 km należąca do grupa Apolla, będąca równocześnie obiektem NEA i PHA.
(415029) 2011 UL21 dostała notę 1 w skali Torino 27 października 2011 roku, ale została szybko zdegradowana.